# Ананьев, Всеволод Петрович
Все́волод Петро́вич Ана́ньев (23 ноября 1923, Алексин, Тульская губерния — 2019, Россия) — Советский и российский геолог, Доктор геолого-минералогических наук, профессор, ректор Ростовского государственного строительного университета (1965—1987).
Участник Великой Отечественной войны, связист (телефонист) взвода связи второго батальона Ростовского полка народного ополчения.

## Биография
Родился 23 ноября 1923 года в городе Ростове-на-Дону. После окончания средней школы № 28 в июне 1941 года работал на заводе, который выпускал оружие.
В сентябре 1941 года пошёл добровольцем в Ростовский полк народного ополчения, в полку был связистом (телефонистом) взвода связи второго батальона. Участвовал в боях за Ростов-на-Дону, Новороссийск и Крым. Воевал на различных фронтах: в 1941—1942 годах — Южный фронт, в 1942—1943 годах — в составе Северо-Кавказского фронта, в 1943—1945 годах — в составе 4-го Украинского фронта, был дважды ранен.
В 1947 году поступил в Ростовский государственный университет, который окончил с отличием в 1951 году, в этом же университете окончил аспирантуру. В 1954 году защитил кандидатскую диссертацию — по лёссовым породам Украины. В Московском государственном университете в 1964 году защитил докторскую диссертацию на тему: «Минералогия лёссовых отложений юго-востока Русской платформы и Предкавказья в связи с их инженерно-геологической характеристикой».
С 1954 года работал в Ростовском инженерно-строительном институте. Всеволод Петрович Ананьев — профессор кафедры инженерной геологии, оснований и фундаментов, профессор-консультант Ростовского государственного строительного университета.
- В 1958—1988 — заведующий кафедрой инженерной геологии
- 1965—1987 — ректор института.

Является автором более 360 научных работ, среди них: «Лёссовые породы и их строительные свойства» (1959), «Минеральный состав и свойства лёссовых пород» (1964), «Лёссовые породы как основания зданий и сооружений» (1976), «Техническая мелиорация лёссовых грунтов» (1976), «Минералы лёссовых пород» (1980), «Лёссовые породы СССР» (1986), «Силикатизация лёссовых грунтов» (1988), «Инженерная геология мира» (1989). Всеволод Петрович издал лично и в соавторстве 17 монографий, имеет 10 патентов на изобретения. Подготовил 44 кандидата наук и 3 доктора наук.

## Членство в организациях
Был в Научном совете по инженерной геологии РАН, член национальной (Москва) и международной (Париж) ассоциаций инженеров-геологов, заместитель главного редактора академического журнала «Инженерная геология» и председатель отделения по строительству на лёссовых грунтах в Северо-Кавказском научном центре высшей школы (Ростов-на-Дону), около 15 лет — председатель Совета ректоров вузов Ростовской области, 25 лет возглавлял областное отделение общества советско-болгарской дружбы, член ЦК этого общества в Москве, депутат многих созывов Ростовского городского Совета, председатель Совета ветеранов Ростовского полка ополчения, член Советов ветеранов 56 и 18 Армий, член Ростовского городского Совета ветеранов.

## Награды
Всеволод Петрович Ананьев награждён двумя орденами Отечественной войны II степени, орденом Трудового Красного Знамени, орденом Дружбы народов, 20-ю медалями, удостоен почётного звания Заслуженный деятель науки и техники РСФСР, заслуженный работник РГСУ.